# Staatsgeheimnis
Ein Staatsgeheimnis wird in Deutschland strafrechtlich geschützt (so in den Bestimmungen über Landesverrat, § 94 StGB, Offenbaren von Staatsgeheimnissen, § 95 StGB, Ausspähung, § 96 StGB, Preisgabe von Staatsgeheimnissen, § 97 StGB und in verschiedenen Nebengesetzen). Verwaltungsrechtlich erfolgt der Geheimschutz u. a. durch die Behandlung als Verschlusssache.

## Definition
§ 93 Abs. 1 StGB definiert Staatsgeheimnisse als „Tatsachen, Gegenstände oder Erkenntnisse, die nur einem begrenzten Personenkreis zugänglich sind“ (Geheimhaltungsfähigkeit) „und vor einer fremden Macht geheim gehalten werden müssen, um die Gefahr eines schweren Nachteils für die äußere Sicherheit der Bundesrepublik Deutschland abzuwenden“ (Geheimhaltungsbedürftigkeit). 
Dabei sind nach Abs. 2 dieser Bestimmung Tatsachen, die gegen die freiheitliche demokratische Grundordnung verstoßen oder unter Geheimhaltung gegenüber den Vertragspartnern der Bundesrepublik Deutschland gegen zwischenstaatlich vereinbarte Rüstungsbeschränkungen verstoßen, keine Staatsgeheimnisse. Der Verrat eines solchen illegalen Geheimnisses an eine fremde Macht wird aber nach § 97a StGB wie Landesverrat bestraft. Dagegen ist die Veröffentlichung eines illegalen Geheimnissen grundsätzlich straflos, kann aber ggf. als Verletzung des Dienstgeheimnisses und einer besonderen Geheimhaltungspflicht nach § 353b StGB bestraft werden. Nimmt der Täter irrig an, dass es sich um ein illegales Geheimnis handelt, liegt aber ein Staatsgeheimnis vor, richtet sich die Strafbarkeit nach § 97b.
Beispiele von Staatsgeheimnissen sind neben Militärakten „Waffen, Flugzeuge, Schriften, Zeichnungen, Pläne, aber auch nur gedanklich fixierte Sachverhalte, z. B. Nachrichten über Gegenstände oder geplante Vorhaben“ des Staates.
Inwieweit auch allgemein zugängliche und öffentlich bekannte Tatsachen nach der Mosaiktheorie ein Staatsgeheimnis darstellen können, insbesondere wenn sie Gegenstand von Presseveröffentlichungen sind, ist nicht abschließend geklärt.

## Staatsgeheimnisse im gewerblichen Rechtsschutz
Die Anmeldung von Erfindungen, die ein Staatsgeheimnis enthalten können, ist in Deutschland in den § 50 und § 53 PatentG und in § 9 Gebrauchsmustergesetz geregelt (Straftatbestände enthalten § 52 Abs. 2 PatG, § 9 Abs. 2 GebrMG und § 4 Abs. 4 Halbleiterschutzgesetz). Beim Europäischen Patentamt dürfen nach der in Deutschland geltenden Rechtslage Patentanmeldungen, die ein Staatsgeheimnis enthalten, nicht unmittelbar eingereicht werden (Art. II § 11 des Gesetzes über internationale Patentübereinkommen).
In Österreich bestand für Patente der Bundesverwaltung eine Regelung in § 110 des Patentgesetzes, die 1998 aufgehoben wurde.
In der Schweiz bestimmte Artikel 62 des Patentgesetzes, dass die Veröffentlichung des Registereintrags auf Antrag des zuständigen Departements auf unbestimmte Zeit verschoben werden kann, wenn der Bund Rechte an einem Patent erworben hat. Die Bestimmung war ohne praktische Bedeutung und wurde zum 1. Juli 2008 ersatzlos aufgehoben.
In Luxemburg ist eine rudimentäre Bestimmung in Art. 38 des Patentgesetzes 1992/1998 (Recherche bei Aufhebung der Geheimhaltung) enthalten.
Bestimmungen über Geheimpatente kennen u. a. auch Dänemark, Frankreich, die Niederlande, Polen, Portugal, Schweden, die Slowakei, Slowenien, Serbien, Spanien, die Tschechische Republik, die Türkei, die USA und das Vereinigte Königreich.